# Kärneri
Kärneri is een plaats in de Estlandse gemeente Saaremaa, provincie Saaremaa. De plaats heeft de status van dorp (Estisch: küla).
Tot in oktober 2017 lag Kärneri in de gemeente Pöide. In die maand werd Pöide bij de fusiegemeente Saaremaa gevoegd.

## Bevolking
Het dorp had 71 inwoners op 31 december 2011 en 73 inwoners op 31 december 2021.